# Lucanus miyashitai
Lucanus miyashitai là một loài bọ cánh cứng trong họ Lucanidae. Loài này được Mizunuma in Mizunuma & Nagai mô tả khoa học năm 1994.